# Can Boada (Llagostera)
Can Boada de Llagostera és un edifici de planta inicialment quadrangular i amb portants de murs de pedra morterada que forma part de l'Inventari del Patrimoni Arquitectònic de Catalunya. S'estructura en tres crugies i es troba cobert a dos vessants amb teula. De la façana principal cal destacar la porta dovellada i les tres finestres de la planta principal d'estil renaixentista amb guardapols i arrencaments esculpits en pedra de granit. A les golfes s'obre una finestra geminada amb arcs semicirculars. Destaquen la pallissa annexa de parets i arcades semicirculars de pedra. Davant la Masia es formà un pati amb construccions baixes i tancat per un alt mur i un portal de barri pel seu accés.

## Història
El mas fou construït bàsicament durant el s. XVI. Posteriors ampliacions han definit el conjunt i han configurat un pati al davant, tancat per alts murs. Hi ha una masoveria annexa que és ocupada actualment pel guàrdia de la finca. La família Boada tenia altres edificis notables a Llagostera. Cal destacar la bona restauració feta en el conjunt i l'acurat tractament de l'entorn.